# نادية شعبان
نادية شعبان  (1965- ) وهي سياسية تونسية فرنسية وعضوة المجلس الوطني التأسيسي (دائرة فرنسا 1) عن  المسار الديمقراطي الاجتماعي.